# San Pedro La Laguna
San Pedro La Laguna är en ort i Guatemala.   Den ligger i departementet Departamento de Sololá, i den sydvästra delen av landet, 80 km väster om huvudstaden Guatemala City. San Pedro La Laguna ligger 1 590 meter över havet och antalet invånare är 9 681. Den ligger vid sjön Lago de Atitlán.
Terrängen runt San Pedro La Laguna är varierad. Runt San Pedro La Laguna är det ganska tätbefolkat, med 214 invånare per kvadratkilometer. Närmaste större samhälle är Santiago Atitlán, 7,6 km sydost om San Pedro La Laguna. I omgivningarna runt San Pedro La Laguna växer i huvudsak städsegrön lövskog.